# 카라키오시폰과
카라키오시폰과(Characiosiphonaceae)는 녹조강 클라미도모나스목에 속하는 녹조류과의 하나이다. 2개 속에 각각 1종을 포함하고 있다.

## 하위 속
- 카라키오시폰속 (Characiosiphon) Iyengar - 유일종 C. rivularis
- 로보카라키움속 (Lobocharacium) Kugrens, Clay & Aguiar - 유일종 L. coloradoense